# الجزایر فرانسه
الجزایر فرانسه (به فرانسوی: Algérie française) مستعمرهٔ فرانسه بود که در آفریقای شمالی واقع شده‌است و بین سال‌های ۱۸۳۰ تا ۱۹۶۲ که تحت انواع سیستم‌های مختلفی دولتی موجودیت داشت. از سال ۱۸۴۰ تا سال ۱۹۶۲، زمان استقلال، تمام منطقهٔ مدیترانه‌ای الجزایر توسط فرانسه اداره می‌شد.

## جنایات فرانسه علیه مردم بومی الجزایر
به گفته بن کیرنان، استعمار و نسل‌کشی خونین یک دیگر را تعقیب می‌کردند. در سه دهه‌ی آغازین پیروزی فرانسه (۱۸۳۰-۱۸۶۰) بین  ۵۰۰۰۰۰ تا یک میلیون الجزایری از جمعیت سه ملیونی آن،  به علت جنگ، کشتار، بیماری و قحطی کشته شدند. جنایاتی که فرانسوی ها در طول جنگ الجزایر در دهه ۱۹۵۰ علیه الجزایری ها مرتکب شدند شامل بمباران عمدی و کشتن غیرنظامیان غیرمسلح، تجاوز جنسی، شکنجه، اعدام از طریق "پرواز مرگ" یا زنده به گور کردن، دزدی و غارت می‌شود.
همچنین تا دو میلیون شهروند غیرنظامی الجزایری در اردوگاهای تبعیدی نگهداری شدند.